# 廢站

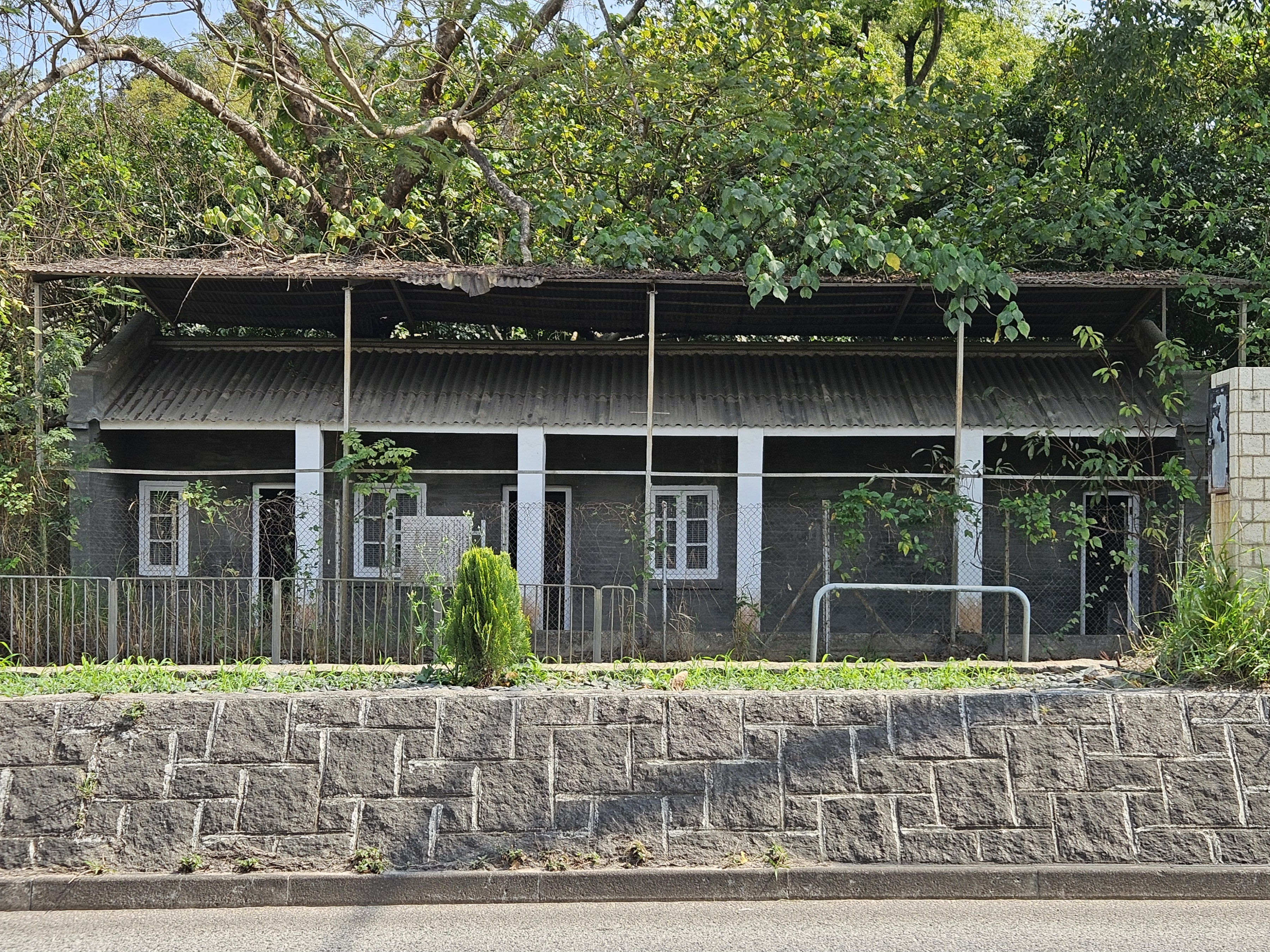
香港的洪嶺站，是一個在1928年廢除的沙頭角支線上的車站

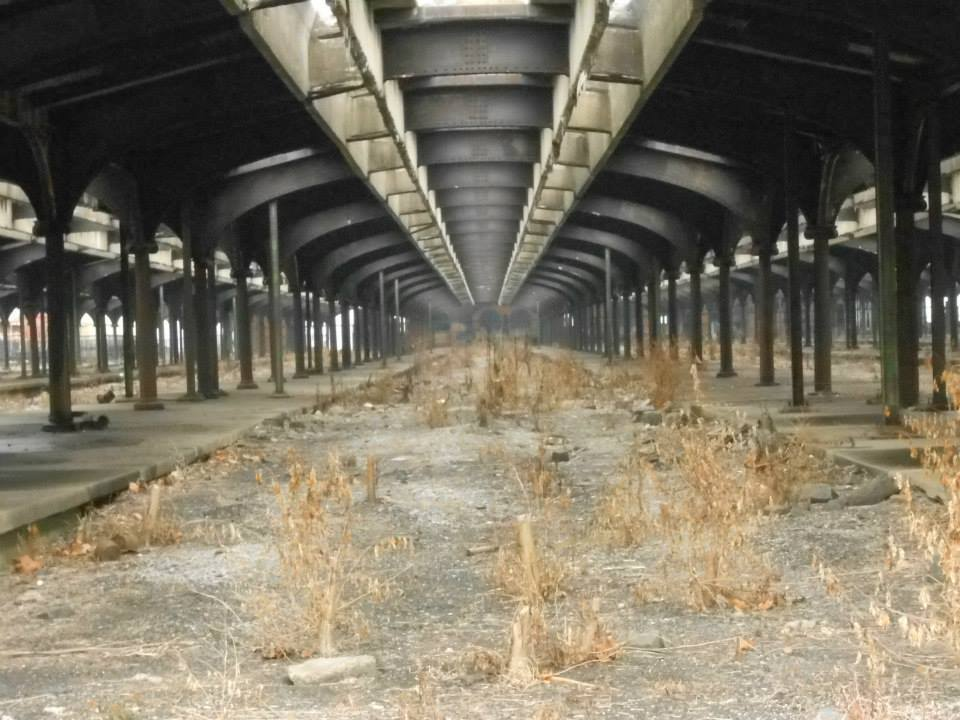
纽约的一座铁路废站Communipaw Terminal

廢站是指原本被用作火车站使用，但现已被废弃的建筑或结构。出现这种情况有多种原因——可能是运营这座车站的铁路公司破产，或者是相关的经济活动（如客运量不足、铁路线转移或替换）造成了车站的关闭。在某些情况下，铁路线仍在使用，但是车站却被关闭了。另外，车站可能会沿着铁路线迁移到新位置——这样的例子包括开设一个更靠近人口中心的新车站，或者建设更大的车站以满足巨大的客运流量。

## 关闭的原因
火車站被廢止的最著名案例是“比钦大斧”，英國鐵路的總工程師理查德·比钦博士，出於節約政府開支的目的，廢止了近6000英里鐵路和2363個車站（包括貨運站，編組站以及工礦企業站），435個幹線車站縮減規模 。伦敦地铁系统也因为其已关闭的伦敦地铁车站的清单而闻名。在柏林墙时期，因为一些柏林地铁线通过了东柏林领土，这些西柏林线路的车站因而变成了幽灵车站。类似的还有位于朝韩非军事区内的京义线长湍站等。其他原因有使用人數過少、改線、廢線等。也有一些因战争或政权更迭废弃的车站，例如奧斯威辛集中營内的车站。

## 废弃和其他用途

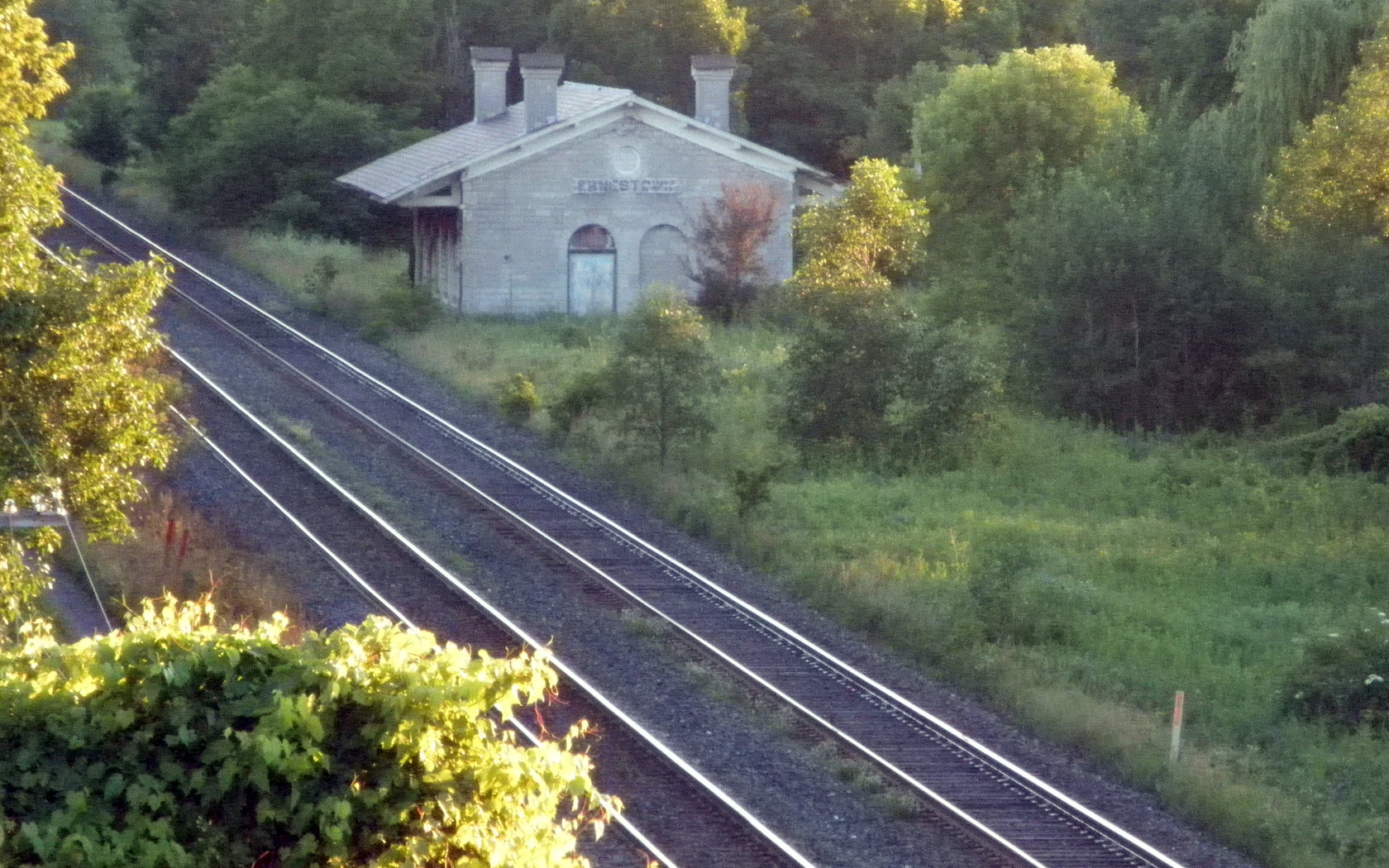
由于大干线铁路从未到过巴斯，这个车站被建在了一个尴尬的乡村地点

被废弃的铁路车站和铁路线可能会长满杂草。一些过去的铁路线会被变成受保护的自然保护区、步道或者其他的旅游景点——比如Helfire Pass，过去就是泰国的“死亡铁路”。许多从前的铁路被改造成长途自行车道，比如英国大段的国家骑行网。在乡村地区，从前的铁路车站建筑常被改造成私人住宅。这样的例子包括废弃的英格兰迪德科特、紐貝里及南安普敦鐵路沿线的众多车站。
无论从建筑上还是历史上，著名的车站建筑都可能会出现一个问题：它们可能受建筑保护法律的保护，但是却被废弃了。这类建筑通常都被简单地拆除（如伦敦寬街站），或者被作为铁路遗产的一部分而保留了下来。一般来说，为了被保留下来作为城市中的商业化建筑或者城市再生项目的一部分，它们可能会被用于其他用途。突出的例子包括法国巴黎的奧塞站，被改造成奥赛博物馆的艺术画廊；曼彻斯特中央火车站先是被用作停车场，后来又被翻新作为曼彻斯特中央会议中心。渥太华会议中心过去是一座车站，布莱顿的Memory Junction铁路博物馆和Smiths Falls的东安大略铁路博物馆亦是如此。在普雷斯特，当地的火车站设有历史学会办公室；在Lac-Mégantic和金士顿，一座过去的火车站设有一个旅游訊息处。另一些车站也被改造成餐厅和私人住宅。
许多被废弃的铁路车站和铁路线现在正在被重新投入运营，特别是英国，在那里环境政策正在推动20世纪60年代鐵路國有化而導致的大規模廢止鐵路的復甦。在伦敦，码头区轻轨充分利用了废弃的铁路设施进行大部分建设；在曼彻斯特，有人提议通过重新开放废弃的铁路线扩建Metrolink轻轨系統。

## 照片集

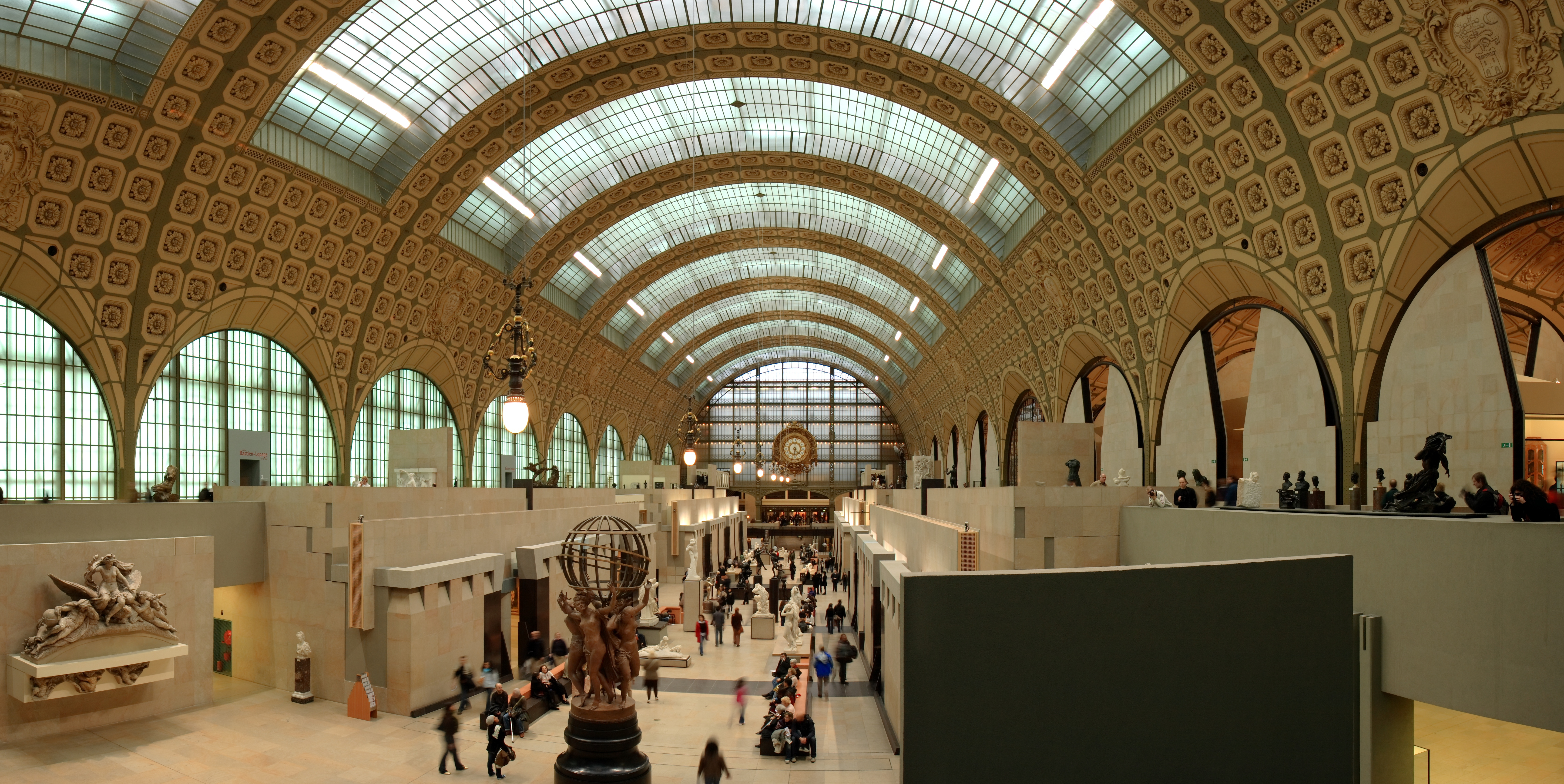
法国巴黎奥赛站（改造为奥赛博物馆）
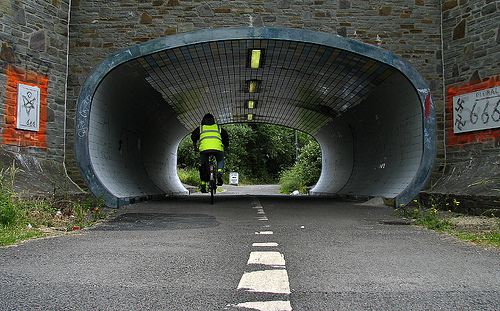
英国英格兰The Bristol & Bath Railway Path
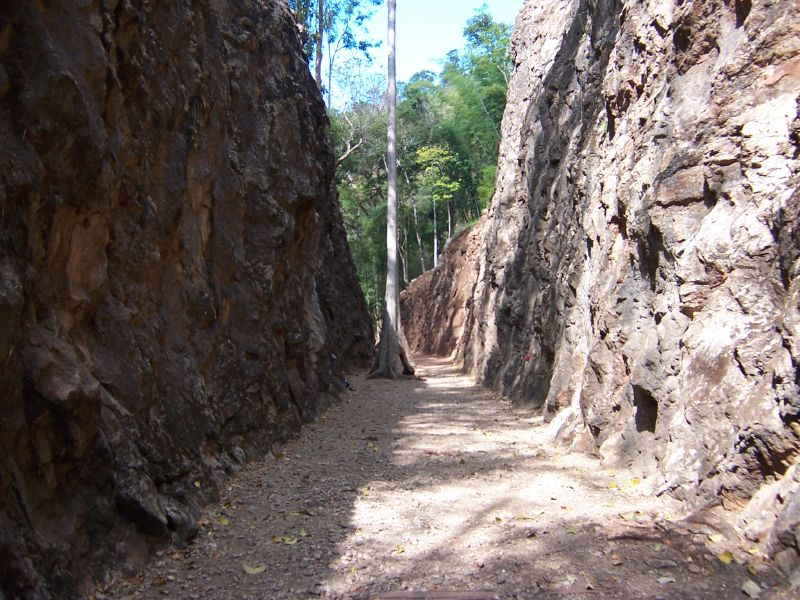
泰国南多Hellfire Pass
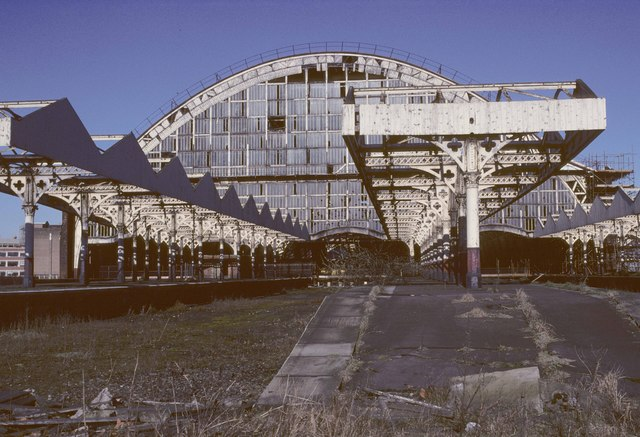
英国英格兰曼彻斯特中央车站
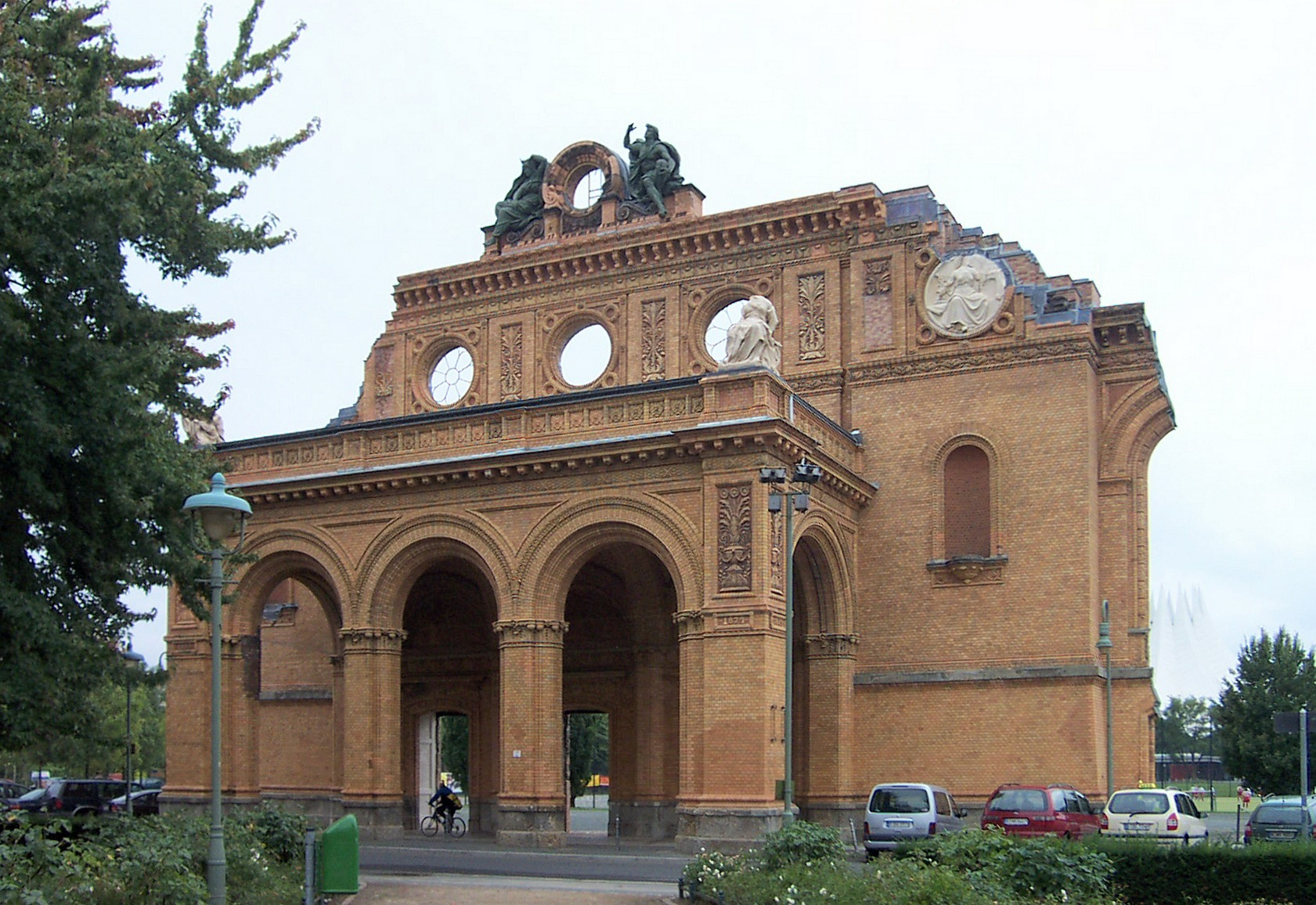
德国柏林安哈尔特火车站
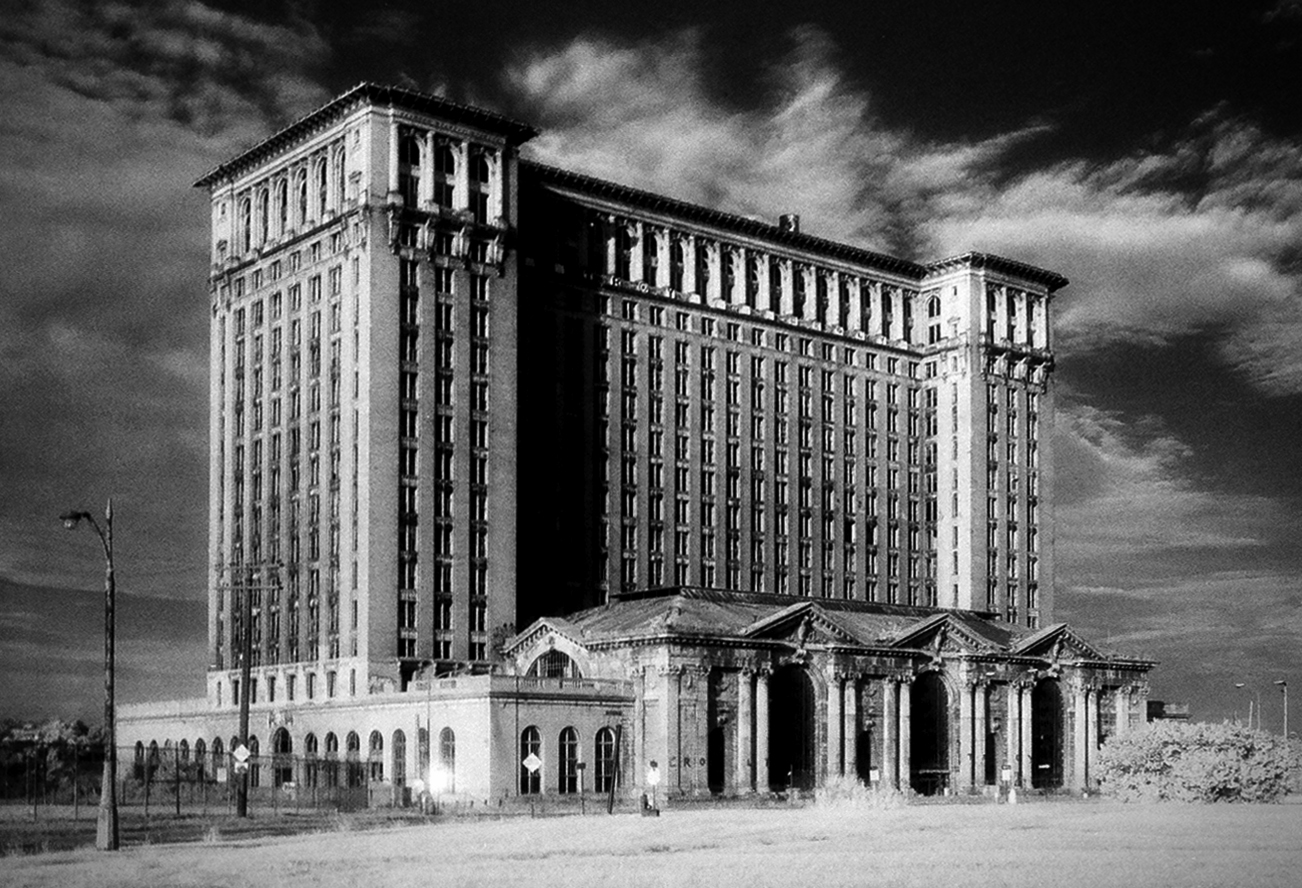
美國密西根中央車站
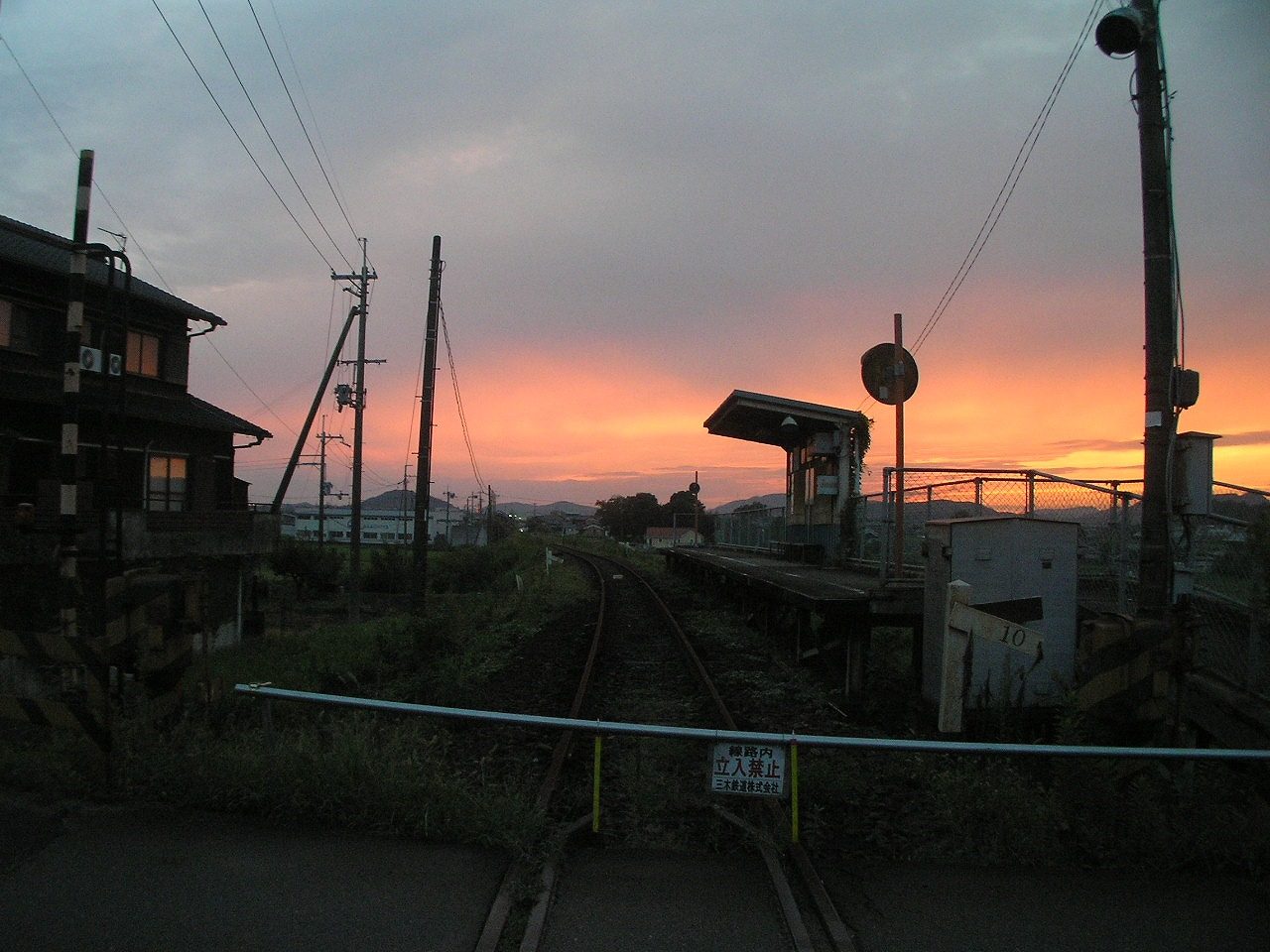
日本宗佐站

## 例子

### 中国大陆
- 广州白云军用线柯子岭站、白云机场油库站（已在2004年8月5日随广州白云国际机场（新址）的启用而废弃）
- 天津地铁既有线的新华路站已于既有线的关闭改造工程完成后废站。
- 长春轨道交通3号线因东延线施工，旧芙蓉桥站于2017年关闭，辽宁路站和旧长春站站于2021年关闭。由于旧辽宁路站和新芙蓉桥站、新长春站站距过近，辽宁路站被永久废站，与新建地下芙蓉桥站合并。

### 台湾
- 因為使用人數過少而廢棄的車站：三和車站、多良車站等。
- 因為鐵路改線而廢棄的車站：月美車站、初鹿車站、臺東舊站及臺東海岸線全線等。
- 因為永久站房啟用而廢棄的臨時站房：高雄捷運高雄車站臨時站。

### 香港

#### 已停用之路線及車站
- 和合石支線：和合石站（全線已關閉及清拆）
- 沙頭角支線：粉嶺站、洪嶺站、禾坑站、石涌凹站、沙頭角站（粉嶺站的九廣鐵路主線部分仍然運作，整條沙頭角支線除粉嶺站、洪嶺站車站建築外其餘部分均已清拆）
- 九廣鐵路（英段）（主線）：舊大埔墟站（現在的大埔墟站在新達廣場側）、大埔滘站、舊尖沙咀站
- 東九龍綫 (1970年方案)：林士站

## 文化意义
一些铁路爱好者对废弃的铁路车站、铁路线和隧道展现出了浓厚的兴趣。某些情况下——特别是地下结构——事实上它们从未被真正废弃过。相反，它们的建设目的是方便未来的扩展，而并不是被废弃了。地下部分往往尤其吸引人，并且这种兴趣已经从铁路爱好者延伸到了城市洞窟学者（urban speologist）。